# Ланко, Раиса Игнатьевна
Раиса Игнатьевна Ланко (1919, станица Староминская, Кубанская народная республика — ?) — звеньевая колхоза имени Чапаева Старо-Минского района Краснодарского края, Герой Социалистического Труда (1949).

## Биография
Родилась в 1919 году в станице Староминской Кубанской народной республики (ныне Краснодарского края, Россия), в крестьянской семье. По национальности русская.
В 1930 году трудоустроилась в местный колхоз имени Чапаева. В 1935 году стала звеньевой полеводческого звена в 3-й бригаде. В 1940 году участвовала во Всесоюзной сельскохозяйственной выставке (ВСХВ). По итогам работы в 1948 году её звено собрало урожай пшеницы 35,7 центнера с гектара на участке 22,5 гектара.
Указом Президиума Верховного Совета СССР от 10 февраля 1949 года «за получение высоких урожаев пшеницы и подсолнечника в 1948 году» удостоена звания Героя Социалистического Труда с вручением ордена Ленина и золотой медали «Серп и Молот».
Работала звеньевой в родном колхозе до 1954 года. Награждена орденом Ленина (10.02.1949), медалями.